# Finale del campionato NFL 1933
La finale del campionato NFL 1933 è stata la prima del campionato della NFL. La gara si disputò al Wrigley Field di Chicago il 17 dicembre 1933. A partire dalla sua fondazione nel 1920, per la prima volta si organizzò in due division, le cui vincitrici si sarebbero affrontate in finale: da una parte i campioni della Western Division, i Chicago Bears (10–2–1), dall'altra quelli della Eastern Division, i New York Giants (11–3). I vincere furono i primi, grazie a un touchdown a meno di due minuti dal termine del quarto periodo, per il 23-21 finale. Fu il secondo titolo consecutivo per i Bears e il terzo complessivo sotto la gestione di George Halas. Le stelle della squadra sul campo di gioco erano i running back Red Grange e Bronko Nagurski.

## Marcature
Fonte:
- Primo quarto
  - Chi- FG Manders (16 yard) 3–0 CHI
- Secondo quarto
  - Chi- FG Manders (40 yard) 6–0 CHI
  - NY- Badgro su passaggio da 26 yard di Newman (extra point trasformato da Strong) 7–6 NYG
- Terzo quarto
  - Chi- FG Manders (15 yard) 9–7 CHI
  - NY – Krause su corsa da 1 yard (extra point trasformato da Strong) 14–9 NYG
  - Chi- Karr 8 su passaggio da 8 yard di Nagurski (extra point trasformato da Manders) 16–14 CHI
- Quarto quarto
  - NY- Strong su passaggio da 8 yard di Newman (Strong kick) 21–16 NYG
  - Chi- Karr su corsa da 25 yard dopo un passaggio laterale di Hewitt (extra point trasformato da Brumbaugh) 23–21 CHI